# Аглетдінов Файзулла Хазійович
Файзулла Хазійович Аглетдінов (2 [15] березня 1915 — 29 жовтня 1988) — учасник боїв біля озера Хасан і Великої Вітчизняної війни, в роки Другої світової війни — помічник командира взводу 955-го стрілецького полку 309-ї стрілецької дивізії 40-ї армії Воронезького фронту, Герой Радянського Союзу (1943), сержант.

## Біографія
Народився 2 (15) березня 1915 року в селі Сасикуль (нині Азнакаєвський район (колишній Тумутуцький), Татарстан). Татарин.
Член ВКП(б)/КПРС з 1944 року. Після закінчення неповної середньої школи працював у селі Куштиряково Бакалинського району Башкирії.
У Червоній Армії в 1936—1938 роках. Учасник боїв з японськими мілітаристами у озера Хасан в 1938 році.
У 1939—1941 роках працював вчителем в узбецькому місті Маргелан, в 1941—1942 роках — бригадиром Нижньо-Троїцької суконної фабрики в Туймазинському районі Башкортостану.
В Червону Армію призваний знову в 1942 році Туймазинським райвійськкоматом Башкирської АРСР.
В ніч з 21 на 22 вересня 1943 року сержант Аглетдінов Ф. Х. виконував завдання командування з розвідки плацдарму на правому березі річки Дніпро південніше Києва. Під ураганним вогнем він першим з групою стрільців переправився на правий берег і відразу повів своїх підлеглих у наступ проти чисельно переважаючих сил противника. Захоплюючи особистим прикладом, першим кинувся в траншеї ворога і знищив гранатами станковий кулемет разом з розрахунком, 18 німецьких солдатів і 3-х офіцерів. В результаті рішучого натиску групи сміливців ворог був вибитий з траншеї. До ранку супротивник зробив три контратаки, які були відбиті з великими для нього втратами. Сам Аглетдінов при відбитті контратак ворога в рукопашній сутичці особисто знищив 12 гітлерівців і, будучи пораненим, продовжував командувати своїм підрозділом до приходу основних сил.
Звання Героя Радянського Союзу з врученням ордена Леніна і медалі «Золота Зірка» (№ 1998) Файзуллі Хазійовичу Аглетдінову присвоєно Указом Президії Верховної Ради СРСР від 23 жовтня 1943 року.
Після лікування в госпіталі, в жовтні 1944 року Ф.X. Аглетдінов демобілізований. Закінчив обласну партшколу. Працював інструктором Туймазинського райкому КПРС, заступником начальника з політчастини Туймазинської міської пожежної охорони, в системі побутового обслуговування Туймазинського району. Помер 29 жовтня 1988 року, похований у місті Туймази в Башкортостані.

## Нагороди
- Медаль «Золота Зірка» Героя Радянського Союзу (23.10.1943)[2]
- Орден Леніна
- Орден Вітчизняної війни I ступеня (06.04.1985)[3]
- Медалі

## Пам'ять
- Ім'ям Героя названа вулиця в селі Бакали (Башкортостан).